# 极速前进8
极速前进8（又称：极速前进家庭版）是著名的电视真人秀节目极速前进的第8季。一改以往7季由2个有一定关系的成人组成一对的惯例，这一季是4人组成的家庭队伍并允许最小8岁的儿童参加（在第9季中重新恢复成两人组队参赛）。为了让比赛相对容易，比赛不再强调国际性，并且所有的赛段都局限在美洲。
提示：以下包含可能降低观赏兴趣的内容。

## 结果
以下按照最近一站的到达次序列出了参加比赛的所有队伍，同时列出了拍摄时他们的关系：
| 隊伍        | 關係              | 分段比賽成績 | 分段比賽成績 | 分段比賽成績 | 分段比賽成績 | 分段比賽成績 | 分段比賽成績 | 分段比賽成績 | 分段比賽成績 | 分段比賽成績 | 分段比賽成績 | 分段比賽成績 | 路障完成情況                                |
| 隊伍        | 關係              | 1<>          | 2            | 3            | 4            | 5            | 6ƒ           | 7            | 8            | 9            | 10           | 11           | 路障完成情況                                |
| ----------- | ----------------- | ------------ | ------------ | ------------ | ------------ | ------------ | ------------ | ------------ | ------------ | ------------ | ------------ | ------------ | ------------------------------------------- |
| Linz家      | 兄弟姐妹          | 9th          | 2nd          | 2nd          | 3rd          | 4th          | 2nd          | 3rd          | 2nd          | 1st>         | 2nd          | 1st          | Nick 6, Alex 3, Megan 2, Tommy 3            |
| Bransen家   | 父親和女兒們      | 7th          | 6th          | 1st          | 1st          | 3rd          | 3rd          | 5th          | 4th          | 2nd          | 1st          | 2nd          | Walter 4, Elizabeth 5, Lauren 3, Lindsay 2  |
| Weaver家    | 單親母親和孩子們  | 3rd          | 1st          | 5th          | 5th          | 2nd          | 5th<         | 2nd          | 3rd          | 4th<         | 3rd          | 3rd          | Linda 2, Rebecca 3, Rachel 2, Rolly 6       |
| Godlewski家 | 姐妹們            | 1st          | 3rd          | 4th          | 4th          | 6th          | 4th          | 1st          | 1st          | 3rd          | 4th          |              | Michelle 4, Sharon 5, Christine 2, Tricia 1 |
| Paolo家     | 父親,母親和孩子們 | 6th          | 8th          | 6th          | 2nd          | 1stƒ         | 1st >        | 4th          | 5th          |              |              |              | Tony 1, Marion 1, DJ 2, Brian 2             |
| Gaghan家    | 父親,母親和孩子們 | 2nd          | 7th          | 7th          | 6th          | 5th          | 6th          |              |              |              |              |              | Bill 2, Tammy 2, Billy 1, Carissa 0         |
| Schroeder家 | 父親,繼母和孩子們 | 5th          | 4th          | 3rd          | 7th          |              |              |              |              |              |              |              | Mark 2, Char 0, Stassi 1, Hunter 0          |
| Aiello家    | 父親和女婿們      | 8th          | 5th          | 8th          |              |              |              |              |              |              |              |              | Tony 0, Kevin 0, Matt 1, David 2            |
| Rogers家    | 父親,母親和孩子們 | 4th          | 9th          |              |              |              |              |              |              |              |              |              | Denny 0, Renee 0, Brittney 1, Brock 0       |
| Black       | 父親,母親和孩子們 | 10th         |              |              |              |              |              |              |              |              |              |              | Reggie 0, Kim 0, Kenneth 0, Austin 0        |

- 红：表示在该赛段被淘汰
- 下線藍：表示在该赛段最後到達，但由於處在非淘汰賽段，並未淘汰，但被處罰沒收除了衣物和護照以外的所有物品和現金，並且在下一賽段將不會給予任何現金以供使用。
- 綠ƒ：表示在该赛段使用快进卡。附有*綠ƒ的赛程号码表示该赛段虽有快进卡但没有使用
- > ：表示该队在此赛段使用让路： < ：表示该队在此赛段被让路：<>：表示該賽段有让路可使用，但並未使用

^  注解1：第10赛段是一个双倍赛段，分两次播出。和第6、7季不同的是，这一次的双倍赛段及其相邻的赛段都不包含快进。

^  注解2：第11赛段是一个两小时的赛段

^  注解3：第4赛段攀爬世界上最大的椅子是路障任务，但在电视播出时该任务算是附加任务。

^  注解4：Weaver家没有完成最后一个路障就前往终点，因为前两队都已到达终点。但在赛后采访时透露该路障由Rebecca来做。

## 獎品
各賽段第一名獎品
- 賽段 1 - $20,000美元現金
- 賽段 2 - 由Travelocity提供的一次去南安普顿费尔蒙德及百慕大的旅行
- 賽段 3 - 队伍中每个人终身在BP和ARCO的加油站免费加油
- 賽段 4 - 由Travelocity提供的去佛罗里达州奥兰多的旅行，游览奥兰多环球影城
- 賽段 5 - 由Travelocity把供巴拿馬海峽之旅，住宿Gamboa Rainforest Resort
- 賽段 6 - 一辆思维车，一辆沙滩车，一辆水上摩托和一辆伟士牌摩托车
- 賽段 7 - 由Travelocity提供貝魯茲旅遊。
- 賽段 8 - 由Jayco提供的 Jay-Flight 27 B.H.旅行拖车
- 賽段 9 - 懷俄明州杰克逊 Teton Mountain Lodge四人之旅，由Travelocity提供。
- 賽段 10 - 一辆崭新的2006款加长型别克Lucerne luxury sedan.
- 賽段 11 - $1,000,000 美金

## 各赛段标题
賽段標題是來至參加者的發言
- 1. Go, Mommy, Go! We Can Beat Them! – Billy Gaghan
- 2. How Do We Know We Aren't Going to Get Shot? – Carissa Gaghan
- 3. I Don't Kiss I Make Out
- 4. Think Like An Office Chair -Rachel Weaver
- 5. We're Getting Out of the Country, Girls - Christine Godlewski
- 6. I'm Sick of Doing Stuff I Can't Do – Linda Weaver
- 7. You Look Ridiculous – Phil Keoghan
- 8. How's That Face Feel? – Megan Linz
- 9. Don't Talk To Me Like I Was An Animal Or Something – Christine Godlewski
- 10. The Family Christmas Card – Wally Bransen
- 11. 25 Days, 50 Cities, And More Than 600 Consecutive Hours Together as a Family – Phil Keoghan

## 旅程
纽约州 →  宾夕法尼亚州 →    →  亚拉巴马州 →  路易斯安那州 →  巴拿马 →   →  亚利桑那州 →  犹他州 →  怀俄明州 →  蒙大拿州 →  加拿大 →  纽约州

## 比赛进程
@ = 附加賽段

### 第1赛段（美國,纽约 → 宾夕法尼亚）

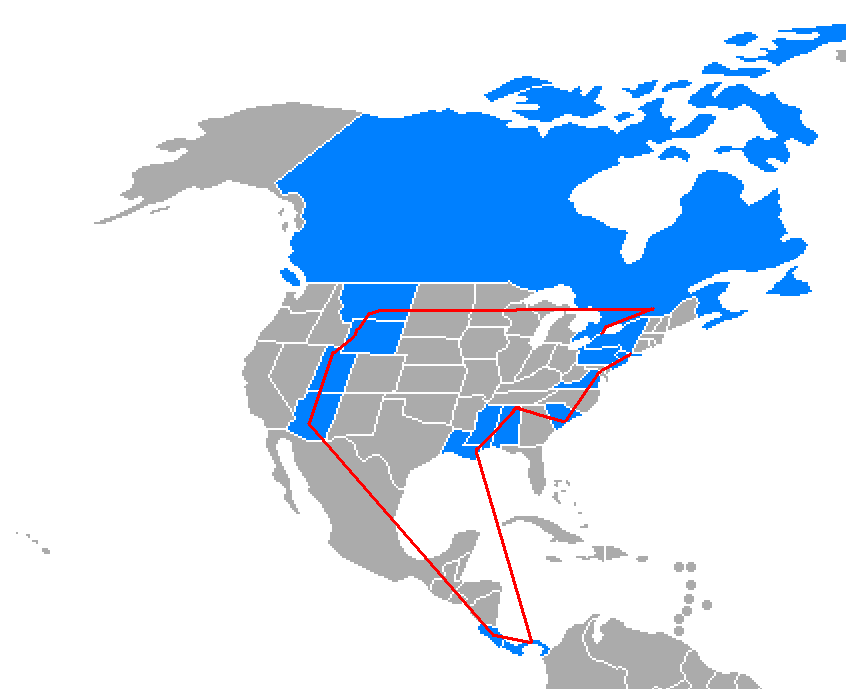
第八季路線圖。

- 美国纽约市 (富顿码头公园) (起點線)
- 纽约市 （东山体育用品商店）[AT1]
- 纽约市（91东大街热狗摊）
- 宾夕法尼亚／新泽西州 （华盛顿渡河历史公园）[AT2]
- 费城（貝蒙特盆地）[AT3]
- 佐伊山 (布巴克农场)
- 兰卡斯特 (罗勒农场)

绕道：盖屋--队伍要根据所提供的材料制作一辆迷你水车，然后到附近的河流里舀一桶水倒在水车的引流槽里，只要水车转动，就能获得下一条线索。
拉车--两名队员坐在马车里，另两名队员要拉动马车前行1.5英里。到达终点后，就能获得下一条线索。
附加任务
[AT1]:到达东山体育用品商店后，队伍要领取4个睡袋，4个软垫和4支手电筒，之后店员会给出下一条线索。
[AT2]：队伍要划一艘船到达对岸，取回13星旗，然后再划船回到宾夕法尼亚。交给岸上的军官完成折旗仪式后，就能获得下一条线索。
[AT3]：各队要在盆地上搭好帐篷，完成后童子军会将三个出发时间的其中一个交给他们（10：00，10：30和11：00）。

### 第2赛段（宾夕法尼亚 → 弗吉尼亚州）
- 约克郡 (鞋屋路鞋屋)
- 华盛顿特区 (国会大厦映像池)[AT1]
- 华盛顿特区 (潮汐湖)
- 弗吉尼亚米德堡(威尔柏庄园) [AT2]

路障：队员要拿着刚得到的公务包在潮汐湖附近找到一位间谍。要想知道对方是否是间谍，队员要说出暗号“天空是蓝的（The sky is blue）”如果对方是间谍他就会说“海是绿的（The sea is green）”之后队员就可以和该间谍交换公务包，被交换的包里就有下一条线索。
绕道：拯救伤兵--队伍要加入内战实况，然后抬5名伤兵前往外科手术营。照亮黑夜--队伍要推一桶油到工作站，将20个油灯全部灌满，然后交给一位军官兵并全部点亮。
附加任務
[AT1]：各队要在附近找到一辆轿车，在那里队伍会领到一个公文包然后再前往潮汐湖获得下一条线索。
[AT2]：完成绕道任务后，队伍会获得一面军旗，之后队伍要扛着军旗步行前往中继站。

### 第3赛段（弗吉尼亚州 → 亚拉巴马州）
- 华盛顿特区（华盛顿杜勒斯国际机场）到 南卡罗来纳查尔斯顿（查尔斯顿国际机场）
- 巴特雷 (凉亭)
- 查尔斯顿（查尔斯顿游客中心）[AT1]
- 南卡罗来纳 查尔斯顿 到 亚拉巴马州亨茨维尔
- 亨茨维尔 (美国太空和火箭中心--爱德华巴克比飞机棚) [AT2]
- 亨茨维尔 (美国太空和火箭中心--开路者号航天飞机)

绕道：养虾人家--队伍要驱车前往养虾场，跳上养虾船将两箱总共200磅重的散虾的虾头全部拨掉，完成后就能获得下一条线索。
泥浆赛车--队伍要驱车前往一家赛车俱乐部，然后进入四驱车里，然后队伍要开着车在淤泥地里绕行一圈，之后才能获得下一条线索。如果途中陷车，就得从头再来。
路障：两名队员必须要进福飞机棚的离心机里，然后共同承受3.2G的离心力，完成后就能获得下一条线索。
附加任務
[AT1]：到达查尔斯顿游客中心后，队伍要登记两班前往亚拉巴马州亨茨维尔的班车。
[AT2]：完成路障后，队伍要步行到达火箭公园，找到土星5号运载火箭然后进入太空博物馆，然后找到电脑登陆美国在线邮箱，从而获得下一条线索。

### 第4赛段（亚拉巴马州 → 路易斯安那州）
- 安尼斯顿（世界最大办公椅）[AT1]
- 塔拉得加（國際賽車名人堂，博物馆）[AT2]
- 密西西比州哈蒂斯堡(南方上校拖车旅馆)[AT3]
- 里奇蒙（BP加油站）[AT4]
- 路易斯安那州马迪逊威(美景州里河滨公园)
- 新奥尔良 (法国区 - 典藏厅)

绕道：开始两项任务前，队伍要穿上相应服装。
工作--隊伍使用兩人手鋸來鋸直徑12吋（300毫米）的圓木。一旦他們鋸出四塊木塊，木匠將會交給他們下一個線索。
游戏--隊伍需要划船前往一艘江輪，然後在江輪和一個專職發牌員上玩「21點」。每個隊伍成員的手牌都要高於發牌員的手牌，或者發牌員的手牌「爆」了（超過21點），才算贏了一輪。當隊伍贏了三輪，發牌員將會交給他們下一條線索。
附加任務
[AT1]:到达世界最大办公椅后一名队员要爬上椅子，从而获得下一条线索．
[AT2]：各队必须要前往超快赛道，然后骑上派对脚踏车在超快赛道骑上一圈,完成后就能获得下一条线索。
[AT3]:到达南方上校拖车旅馆后，队伍要在众多拖车里找到第二天的出发时间的其中一个。（7:20,7:40,8:00）
[AT4]：到达BP加油站后。队伍要找到莱斯。之后根据线索，他们要想到“鹈鹕之州”指的就是路易斯安那州。

### 第5赛段（美国,路易斯安那州 → 巴拿马）
- 新奧尔良（新奥尔良路易斯阿姆斯特朗国际机场） 到 巴拿馬巴拿馬城（托库门国际机场）
- 巴拿马城 (史密森热带研究机构)[AT1]
- 巴拿马城 (Estadio Juan Demostenes Arosemena)
- 巴拿马城 (观花水闸)

通行证：队伍要乘红魔鬼巴士前往巴拿马运河太平洋对岸的码头。并找到一驾起重机，然后两人一组完成蹦极跳，完成后就能获得通行证。
绕道：音乐--各队要乘坐红魔鬼巴士前往旧城区，然后再四个不同地方收集乐器（小号，长号，萨克斯和康加鼓），然后将乐器送到一家爵士酒吧，乐队领队会交出下一条线索。
鸟类--各队要乘坐红魔鬼巴士前往一座公园，利用望远镜发现隐藏在树林的五种鸟类，然后在纸上圈出自己的发现，之后交给鸟类专家，从而获得下一条线索。若任意一只鸟圈错，就得从头再来。
路障：一名队员要站在打手的位置，之后击中投手发出的投球。若过三次都没击中，就得重新排队。如果击中，裁判会给出下一条线索。
附加任務
- [AT1]：乘船到达一座小岛后，找到名叫Ricardo Diaz的科学家。

### 第6赛段（巴拿馬 → 哥斯達黎加）
- 巴拿馬城(Terminal Nacional de Trasporte) 到 哥斯達黎加聖荷西(Tica Bus Terminal)
- 聖荷西（波阿斯火山）
- Alajuela (度卡咖啡园)
- Jaco (Roca Loca 冲浪店)
- Quepos (Malecon)

路障：一名队员要在800磅的咖啡豆中，找出一粒紅色的咖啡豆。之后就可以用该咖啡豆换取下一条线索。
绕道：遗迹--队伍要前往附近的雨林，然后走过吊桥,寻找四座玛雅遗迹。之后要将遗迹交给考古学家，从而获得下一条线索。
果实--队伍要前往一座香蕉园，将15串香蕉收割到钩子上，之后队伍要用传统方式将香蕉送到销售中心。在那里，工头会给出下一条线索。

### 第7赛段（哥斯達黎加 → 美国,亞利桑那州）
- Quepos附近(Playa Maracas) [AT1]
- Grecia (Metal教堂)[AT2]
- 阿拉胡埃拉(胡安·聖瑪麗亞國際機場) 到 美国亞利桑那鳳凰城(鳳凰城天港國際機場)
- Chandler (博杜伦特小型赛车学校)
- Fountain Hills (麦道威堡)

绕道：画笔--队伍要前往一家牛车工厂，之后选择两个有图案的车轮，根据已给的图案装饰空白的部分，得到工头满意后，就能获得下一条线索。
酒桶--队伍要前往一家甘蔗场，将一吨甘蔗装到车上，然后将甘蔗送往一家酒厂并找到指定的仓库,找到作有标记的酒桶架，在酒桶里就有下一条线索。
路障：一名队员要开着卡丁车在赛道上跑50圈，完成后就能获得下一条线索。
附加任務
[AT1]：到达Playa Maracas后，一個隊員去游泳到一個浮標去找下一個指示。
[AT2]：到达Metal教堂后，队伍要找到祭坛侍童获得下一個指示。

### 第8赛段（亞利桑那州）
- 美沙 (威廉盖威机场-国际战机飞行场)
- 大峽谷（利潘角）
- 佩吉(格兰峡谷水坝)
- 波威湖(湖屋)

路障：一名队员要搭战机升空，按照机长指示在空中完成360度后空翻，回到地面后，就能获得下一条线索。
绕道：导航--队伍要乘坐电动阀前往马蹄湾，找到旗帜处并在箱子里选择带有五张不同颜色坐标卡片的其中一张，之后根据指南针前往下一张卡片的位置，一旦集齐三张卡片就可换取下一条线索。
舀水--队伍要乘坐电动阀前往同一地点，利用所提供的工具将船里的水舀干并搬上岸，之后就能获得下一条线索。

### 第9赛段（亞利桑那州 → 猶他州）
- 犹他纪念碑山谷(纳瓦和部落公园，约翰福特角)[AT1]
- 莫亚布（双子星石桥）
- 猶他州 (绿河公园)[AT2]
- 赫伯(小瑞士路) [AT3]
- 帕克(奥运公园)
- 鹽湖城(盐湖城公共图书馆)

绕道：踩下去--队伍要骑单车6英里到峡谷，从而获得下一条线索。
滑下去--队伍要通过两段升降到达底部，然后再沿着作有标记的路线，到达下一条线索处。
路障：一名队员穿上滑雪板，从坡道上滑到水池里，从而获得下一条线索。
附加任務
[AT1]：根据先后到达的顺序，每队派2人搭乘两班直升机到达大象峰。在顶部获得下一条线索。
[AT2]：到达绿河公园后，队伍会在此露营。第二天的出发时间根据到达的时间而定。
[AT3]:到达小瑞士路后，队伍要找到名叫伯特的灰熊.

### 第10赛段（猶他州 → 懷俄明 → 蒙大拿）
- 帕克(帕克中学) [AT1]
- 希柏（山谷铁路）
- 波尼维岩盐晶湖床(犹他之树)
- 花园城(大熊湖集中营沙滩)[AT2]
- 懷俄明Big Piney(当罕农场)
- 黃石國家公園（忠实泉）[AT3]
- 287公路 (15200农场)

路障：两名队员要骑上马，将一群牛赶到指定的围栏。之后牛仔会给出下一条线索。
绕道：铁轨--队伍要根据所给的工具，制作20英尺长的铁轨。得到工程师满意后，就能获得下一条线索。蒸汽--队伍要将400磅煤块装到推车里，然后将用桶装到给煤车里。得到工程师满意后，就能获得下一条线索。
附加任務
[AT1]:从早上6点开始，每十分钟有一班车前往热气球升空场地，队伍要让热气球升空后欣赏犹他景色，回到地面后，就能获得下一条线索。
[AT2]：到达大熊湖集中营沙滩后，各队要在此过夜。第二天根据到达顺序，从8：30开始每15分钟出发一队。
[AT3]：到达忠实泉后队伍要看完喷泉表演，消防员会给出下一条线索。
- 杜比欧(乌龟牧场)
- 科第 (俄玛旅馆)[AT1]
- 蒙大拿红屋 (高尔夫球场第十洞)
- 赖瑞亚若(绿草农场)

绕道：拓荒者－－队伍要组装好马车车轮，然后套上马，坐上马车走一段路，之后就能获得下一条线索。原住民－－队伍要根据所提供的材料制作印地安帐篷，之后就能获得下一条线索。
路障：两名队员要选择带有颜色的三角旗，之后在后九洞里找到相同颜色的4个球，之后球手会给出下一条线索。
附加任務
[AT1]：根据线索“找到以水牛比尔女儿命名的旅馆”各队要找到俄玛旅馆并找到水牛比尔，队伍要穿上复古服装与他拍照片，之后要将拍好的照片给比尔看，就能获得下一条线索。

### 第11赛段（美国,蒙大拿 → 加拿大 → 美国,纽约）
- 比靈斯(Billings Logan国际机场) 到 加拿大蒙特婁（蒙特婁皮埃爾·埃利奧特·特魯多國際機場）
- 蒙特利尔 (维多利亚地铁站地下城通往CDP首都大厦通道)
- 蒙特利尔 (世博会美国馆)[AT1]
- 蒙特利尔(工业区Ｊ座)
- 蒙特利尔(奥林匹克体育场) [AT2]

绕道：滑冰--队伍要前往一家溜冰场，之后每名队员要将冰壶推行120英尺到达大本营，只要4名队员的冰壶进入大本营，就能获得下一条线索。
滚木--队伍要前往一座植物园，然后将四块滚木在滚道上滚100英尺到达终点，完成后就能获得下一条线索。
路障：一名队员要在空中荡秋千并完成空中接力。只要被接住，就能获得下一条线索。
附加任務
[AT1]:到达世博会美国馆后，他们要沿着作有标记的楼梯上到5楼，就能获得下一条线索。
[AT2]:到达奥林匹克体育场后，队伍要乘坐高尔夫球车在体育场里找到能够让高尔夫球车开进馆内的大门，之后他们要在体育馆里找到三张出发前往多伦多机票的其中一张（5:45，5:50，5:55）。
- 魁北克蒙特婁 到 安大略省多倫多
- 多伦多 (加拿大国家电视塔)[AT1]
- 昆士顿(尼加拉瓜峡谷 - 喷射飞艇船棚)[AT2]
- 美国 纽约州 Lewiston(约瑟夫戴维斯国家环境公园)

绕道：帆船--队伍要前往帆船俱乐部，然后操控帆船前往卡加玛号船，之后一名队员要爬上跪杆顶部取下一面旗，就能获得下一条线索.
鞋子--队伍要前往鞋子博物馆选择一双鞋，之后要在众多女性里找到合脚的，就能获得下一条线索。
路障：一名队员要用71块拼图拼出北美洲全貌．完成后就可前往终点．
附加任務
[AT1]:到达加拿大国家电视塔的最高层后，队伍要利用望远镜找到下一条线索的位置。
[AT2]:到达喷射飞艇船棚后，队伍要乘坐喷射飞艇穿过激流，找到装有线索的浮筒．然后请船长穿越边界前往终点城市．